# Universidad Internacional de la Paz
La Universidad Internacional de la Paz (UNIPAU) es una fundación privada que nació en el año 1984, como universidad de verano, con el objetivo de ofrecer un espacio de formación extraacadémico sobre conflictos y construcción de la paz, con Adolfo Pérez Esquivel, premio Nobel de la Paz, como presidente honorario. En 2017 ya habían celebrado 23 ediciones de los cursos de verano.
Fue impulsada por Frederic Roda Pérez a través del Instituto Víctor Seix de Polemología y tiene un patronato del que es presidente en 2017 Arcadi Oliveres Boadella. Recibe el apoyo del Ayuntamiento de San Cugat del Vallés, ciudad en la que tiene su sede.

## Memorial Juan XXIII por la Paz
El Memorial Juan XXIII por la Paz es un premio instituido en 1967 por el Instituto Víctor Seix de Polemología. Se otorga con periodicidad anual a personas en reconocimiento de su trayectoria en favor de la paz. Entregado actualmente por la UNIPAU, es el premio pacifista más antiguo de España.
Algunos galardonados son Vicente Martínez Guzmán, Josep Maria Monferrer, Eliseu Climent, Joan Botam, Tortell Poltrona, Juan María Bandrés, Santiago Genovés o Joan Gomis.